# Michał Kucharczyk
Michał Kucharczyk (* 20. března 1991, Varšava, Polsko) je polský fotbalový útočník a reprezentant, od roku 2009 hráč klubu Legia Warszawa.

## Klubová kariéra
- Świt Nowy Dwór Mazowiecki (mládež)
- Świt Nowy Dwór Mazowiecki 2008–2009
- Legia Warszawa 2009–2019
- →  Świt Nowy Dwór Mazowiecki 2009–2010 (hostování)

## Reprezentační kariéra
Kucharczyk byl členem polských mládežnických reprezentací včetně U21.
V polském národním A-mužstvu debutoval 6. 2. 20114 v přátelském utkání proti týmu Moldavska (výhra 1:0). Zúčastnil se kvalifikace na EURO 2016 ve Francii, která byla pro Poláky úspěšná, dokázali postoupit na EURO 2016 ve Francii z druhého postupového místa ve skupině.